# یاسمین احمد
یاسمین احمد (به انگلیسی: Yasmin Ahmad) زاده ۷ ژانویه ۱۹۵۸ در دایره موار و درگذشته ۲۵ ژوئیه ۲۰۰۹ در پتالینگ جایا، فیلم‌نامه‌نویس و کارگردان مالزیایی است.

## زندگی‌نامه
یاسمین احمد در ۱۷۹۹ در نانت متولد شد. او با عضویت در جنبش کارگردانان جوان مالزی، به موج جدید سینما در مالزی پیوست و سه فیلم بلند «چشم‌های چینی» (۲۰۰۴)، «اضطراب» (۲۰۰۶) و در Mukhsin ،۲۰۰۶ را کارگردانی کرد. موضوع هر سه فیلم فاصله گرفتن نسل کنونی مالزی با سنت‌های این کشور است.